# Éclaibes
Éclaibes é uma comuna francesa na região administrativa de Altos da França, no departamento do Norte. Estende-se por uma área de 4.89 km². Em 2010 a comuna tinha 285 habitantes (densidade: 58,3 hab./km²).